# 大石のぞみ
大石 のぞみ（おおいし のぞみ、1990年12月8日 - ）は、日本のAV女優。セレクション所属。
京都府出身。身長:160cm。スリーサイズ:B86(D)・W57・H86cm。血液型:O型。趣味:映画鑑賞、お菓子作り。

## 略歴
2010年5月にAVデビュー。藤井シェリー、麻倉憂と共に「ミリオンガールズ2010」としても活動。
2011年4月以降、新作の発売がない。

## 出演作品

### アダルトビデオ
2010年
- 新人デビュー（5月17日、Million）
- 超デジモ 復活アナル10分（6月18日、Million）
- 学校で中出ししちゃお♥（7月23日、Million）
- イカセチャレンジ（8月20日、Million）
- 復活!ミリオンガールズ2010（8月20日、Million）他出演:藤井シェリー、麻倉憂、小沢菜穂、早坂ひとみ、及川奈央
- 大石のぞみ4時間（9月17日、Million）※総集編
- すんごく気持ちいい中出ししよッ♥（10月15日、Million）
- もしも大石のぞみが僕の彼女だったら…（11月12日、Million）
- ミリオン・ドリーム2010 放課後エッチタイム♪（12月10日、Million）共演:藤井シェリー、麻倉憂、星優乃

2011年
- お願い、見ないで…愛する人の前で犯（ヤ）られるオンナ（1月8日、SODクリエイト）
- SOFT ON DEMAND 秘技伝授 セックスセラピストになれる3大SEX術（2月5日、SODクリエイト）
- 高貴美少女学院 02（2月23日、プレステージ）
- お兄ちゃん、シテあげる。 3（3月5日、アイエナジー）
- ミリガが選んだもっとも気持ち良かったSEX（3月11日、million）他出演:藤井シェリー、麻倉憂　※総集編
- 中出し痴漢地獄 W（ダブル）（3月19日、SODクリエイト）共演:友田彩也香
- 深夜のコンビニで遭遇した部屋着姿のノーブラ女にフルボッキしたチ○コを見せつけたらヤれた!（3月19日、YeLLOW）他出演:能世愛香、星乃せあら ほか
- イケ撮り3PIECE!!! 004（3月23日、プレステージ）共演:桃音まみる、井川あいな
- 妄想レストラン（3月25日、kawaii*）